# Timothy Carlton
Timothy Carlton, właśc. Timothy Carlton Congdon Cumberbatch (ur. 4 października 1939 w Reading) – brytyjski aktor telewizyjny, filmowy i teatralny. Ojciec Benedicta Cumberbatcha.

## Życiorys
Urodził się 4 października 1939 w Reading w hrabstwie Berkshire jako Timothy Carlton Congdon Cumberbatch – syn  Pauline Ellen Laing z domu Congdon (zm. 2007) oraz Henry’ego Carltona Cumberbatcha, wielokrotnie odznaczonego komandora Royal Navy (1900–1966).
Po raz pierwszy pojawił się na ekranie w 1962 w serialu The Last Man Out.
Występował przede wszystkim w serialach, ale także w spektaklach teatralnych, filmach telewizyjnych BBC i kinowych. Można go było zobaczyć m.in. w sztuce teatralnej Her Royal Highness..? w filmach Podniebna droga do Chin, Zielone palce i Głos serca oraz w serialach Poirot, Co ludzie powiedzą? i Downton Abbey.
W 2014 roku wraz ze swoją żoną Wandą pojawili się w serialu Sherlock, gdzie wcielili się w rolę rodziców Sherlocka Holmesa, granego przez ich syna Benedicta.

## Życie prywatne
Od 1976 żonaty z aktorką Wandą Ventham, której jest drugim mężem. W tym samym roku urodziło im się jedyne dziecko – syn Benedict.

## Filmografia
Opracowano na podstawie materiału źródłowego.

### Filmy
- 1968: Baby Love jako Jeremy
- 1970: The Breaking of Bumbo jako Bean
- 1973: Miłość w godzinach nadliczbowych jako pracownik
- 1975: That Lucky Touch jako dowódca czołgu
- 1979: Dziwka jako Jamie
- 1982: Szkarłatny kwiat jako hrabia de Beaulieu
- 1983: Podniebna droga do Chin jako oficer
- 1989: Głos serca jako John Harrison-Avery
- 1999: Parting Shots jako komisarz Grosvenor
- 2000: Zielone palce jako urzędnik sądowy

### Seriale
- 1962: The Last Man Out jako porucznik/ sygnalizator (różne role, 2 odcinki)
- 1986: Executive Stress jako Peter Stuart (5 odcinków)
- 1987: Pulaski jako Hilary (7 odcinków)
- 1995–1997: Next of Kin jako Hugh (10 odcinków)
- 1995: Co ludzie powiedzą? jako sprzedawca
- 1997: Sprawa dla Wycliffe’a jako prezes klubu rotariańskiego
- 1997–2004: Heartbeat jako Eric Renshaw / pułkownik Hepworth / Brian Turner (różne role, 7 odcinków)
- 2003: Poirot jako sędzia
- 2011: Downton Abbey jako sędzia
- 2014–2017: Sherlock jako pan Holmes, ojciec Mycrofta i Sherlocka (3 odcinki)